# Robert Picardo

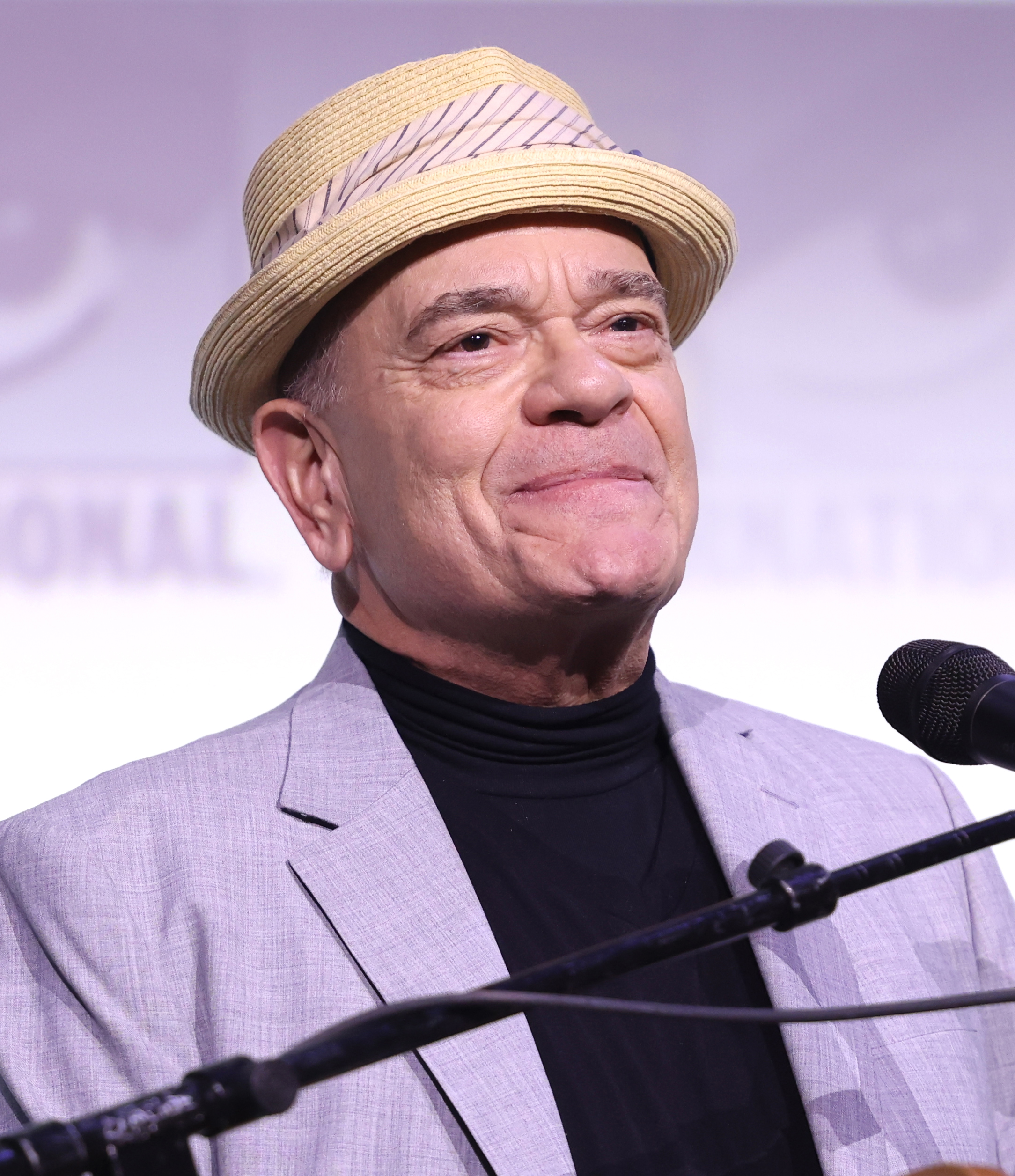
Robert Picardo (2025)

Robert Picardo (* 27. Oktober 1953 in Philadelphia, Pennsylvania) ist ein US-amerikanischer Schauspieler, hauptsächlich durch seine Rollen als medizinisch-holographisches Notfallprogramm im Star-Trek-Universum sowie als Richard Woolsey in den Stargate-Serien bekannt.

## Leben
Nach der Highschool begann er ein Medizin-Vorstudium (Pre-Med), wechselte aber zur Schauspielerei und machte 1974 seinen Bachelor im Fach Schauspiel an der Yale University. Er ist seit 1984 verheiratet und hat zwei Töchter. Mitte Juli 2012 reichte er die Scheidung ein.

## Karriere

### Frühe Rollen
Sein Debüt hatte Picardo 1975 in dem Kurzfilm Doubletalk, der zur Oscarverleihung 1976 als Bester Kurzfilm nominiert wurde. Es folgten Auftritte in diversen Filmen und Fernsehserien, so auch in Das Tier und Kojak. Zusätzlich spielte er ab 1977 unter anderem neben Danny Aiello auf dem Broadway.
Anfang der 1980er Jahre war er wiederkehrend in der Sitcom Imbiß mit Biß zu sehen. Im Film Explorers – Ein phantastisches Abenteuer aus dem Jahr 1985 von Regisseur Joe Dante trat er in drei Rollen in Erscheinung, als Commander Starkiller, der außerirdische Jugendliche Wak und dessen Vater.
In der Serie Wunderbare Jahre war er wiederkehrend als Coach Cutlip zu sehen, was ihm 1989 eine Emmy-Nominierung als Bester Gastdarsteller in einer Comedy-Serie einbrachte. Eine erste Hauptrolle einer Fernsehserie hatte Picardo ab 1988 in der Golden-Globe-prämierten Vietnamkriegs-Krankenhaus-Serie China Beach als Chef-Chirurg und Frauenheld Dick Richard. Er selbst erhielt 1991 eine Auszeichnung der Viewers for Quality Television für seine Rolle.
Für seine Rolle in Gremlins 2 – Die Rückkehr der kleinen Monster wurde Picardo für den Saturn Award als Bester Nebendarsteller nominiert. Weitere Rollen, vor allem in Fernsehserien wie Hör mal, wer da hämmert oder Emergency Room, folgten.

### Der Doktor
Seinen endgültigen und vor allem internationalen Durchbruch hatte Picardo ab 1995 durch die Rolle des anfänglich namenlosen Doktors aus Star Trek: Raumschiff Voyager. Als „medizinisch-holografisches Notfallprogramm“ (MHN) war er auch im Kinofilm Star Trek: Der erste Kontakt zu sehen. In Star Trek: Deep Space Nine hatte er einen Gastauftritt als Dr. Lewis Zimmerman, der Entwickler des holographischen Doktors. In derselben Folge spielte Picardo ebenfalls ein MHN. Die Rolle als Dr. Zimmerman verkörperte er auch in der Serie Star Trek: Renegades.
Für seine Darstellung in Voyager erhielt er 2000 erneut eine Nominierung für den Saturn Award, diesmal als Bester Nebendarsteller einer Fernsehserie. Im Verlauf der Serie führte Picardo bei zwei Folgen Regie und schrieb zusätzlich als einziger Star-Trek-Stammschauspieler eine Star-Trek-Folge (Star Trek: Raumschiff Voyager – Folge 144 Rettungsanker, englisch Life Line).
Für Star Trek: Starfleet Academy wird er wieder als „medizinisch-holografisches Notfallprogramm“ (MHN) mitspielen.

### Stargate

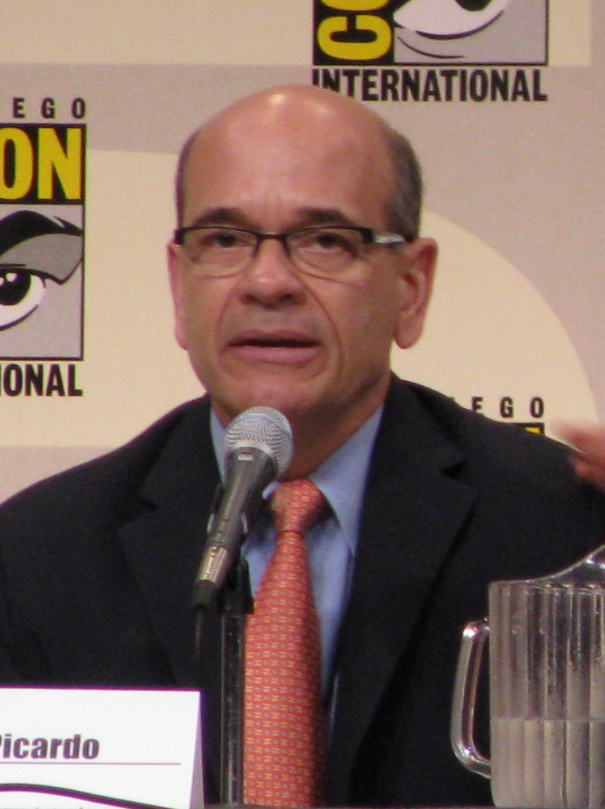
Picardo (2008)

In der Rolle des Richard Woolsey trat Picardo erstmals 2004 in Stargate – Kommando SG-1 als Vorsitzender des IOA, der Aufsicht über das Stargate-Programm, auf. In der letzten Staffel von Stargate Atlantis stieg er von einer Neben- zu einer Hauptrolle auf, die er seit der dritten Staffel innehatte. In der Handlung übernahm Woolsey die Führung des Atlantis-Außenposten. In Stargate Universe war Picardo in einem Gastauftritt zu sehen.
In der Serie Quantum Leap von 2023 schlüpfte er in der elften Folge der ersten Staffel Leap. Die. Repeat. erneut in die Rolle eines „Woolseys“, nur dass er dort Edwin hieß.

### Weitere Karriere
Nach dem Abschluss der Stargate-Serien folgten weitere Gastrollen in verschiedenen Fernsehserien. In einer Folge der ersten Staffel der für seine Charakterzeichnung gelobten Serie Justified spielte er einen Kunstsammler, der Bilder Hitlers sammelt, um mit dem Wirken seines Vaters für die Nazis abzuschließen. 2012 spielte er in Body of Proof erneut neben seiner früheren China Beach-Kollegin Dana Delany sowie Jeri Ryan. Seit 2015 ist er Mitglied im Vorstand der Planetary Society, einer gemeinnützigen Nichtregierungsorganisation, welche sich für die Erforschung des Sonnensystems einsetzt.
In der Zwischenzeit hatte Picardo einige Gastrollen in Serien wie zum Beispiel Ally McBeal, Frasier, Seven Days oder Young Sheldon.
2017 wurde er in die Academy of Motion Picture Arts and Sciences (AMPAS) aufgenommen, die jährlich die Oscars vergibt.

### Synchronstimme
Seit Star Trek: Raumschiff Voyager stammt seine deutsche Standardstimme von Stefan Staudinger.

## Filmografie (Auswahl)
- 1975: Doubletalk (Kurzfilm)
- 1977: Kojak – Einsatz in Manhattan (Kojak, Fernsehserie, Folge 4x19–4x20 Der Tote im Kofferraum)
- 1981: Das Tier (The Howling)
- 1982–1984: Imbiß mit Biß (Alice, Fernsehserie, 8 Folgen, verschiedene Rollen)
- 1985: Explorers – Ein phantastisches Abenteuer (Explorers)
- 1985: Legende (Legend)
- 1986: Golden Girls (The Golden Girls, Fernsehserie, Folge 1x18 Die Operation)
- 1986: Agentin mit Herz (Scarecrow and Mrs. King, Fernsehserie, Folge 3x21 Spione unter sich)
- 1987: 21 Jump Street – Tatort Klassenzimmer (21 Jump Street, Fernsehserie, Folge 1x07 Die Machtprobe)
- 1987: Die Reise ins Ich (Innerspace)
- 1987: Der Mann, der auf die Erde fiel (The Man who Fell to Earth; Fernsehfilm)
- 1987: Bates Motel (Fernsehfilm)
- 1987: Amazonen auf dem Mond oder Warum die Amis den Kanal voll haben (Amazon Women on the Moon)
- 1988: The Ripper (Jack’s Back)
- 1988: Dead Heat
- 1988–1991: Wunderbare Jahre (The Wonder Years, Fernsehserie, 15 Folgen)
- 1988–1991: China Beach (Fernsehserie, alle 61 Folgen)
- 1989: Meine teuflischen Nachbarn (The ’Burbs)
- 1989: Loverboy – Liebe auf Bestellung (Loverboy)
- 1990: Die totale Erinnerung – Total Recall (Total Recall, Stimme)
- 1990: Gremlins 2 – Die Rückkehr der kleinen Monster (Gremlins 2 – The New Batch)
- 1993: Matinée
- 1993: Die Abenteuer des Brisco County jr. (The Adventures of Brisco County, Jr., Fernsehserie, Folge 1x02 Der Schüler der Macht)
- 1993: Hör mal, wer da hämmert (Home Improvement, Fernsehserie, 2 Folgen)
- 1994: Wagons East! (Wagons East)
- 1995: Emergency Room – Die Notaufnahme (ER, Fernsehserie, Folge 2x06 Quo vadis, Dr. Ross?)
- 1995–2001: Star Trek: Raumschiff Voyager (Star Trek: Voyager, Fernsehserie, alle 172 Folgen)
- 1996: Star Trek: Der erste Kontakt (Star Trek: First Contact)
- 1997: Star Trek: Deep Space Nine (Fernsehserie, Folge 5x16 Dr. Bashirs Geheimnis)
- 1997: Allein gegen die Zukunft (Early Edition, Fernsehserie, Folge 1x21 Ein Herzenswunsch)
- 1998: Small Soldiers
- 1998: Outer Limits – Die unbekannte Dimension (The Outer Limits, Fernsehserie, Folge 4x19 Der Sarkophag)
- 1999: Ally McBeal (Fernsehserie, Folge 2x22 Zur Sache, Schätzchen)
- 2001: Seven Days – Das Tor zur Zeit (Seven Days, Fernsehserie, Folge 3x14 Teuflisches Spiel)
- 2001: Frasier (Fernsehserie, Folge 9x11 Gefangen im Dunkel)
- 2003: Looney Tunes: Back in Action
- 2003: Sabrina – Total Verhext! (Sabrina the Teenage Witch, Fernsehserie, 3 Folgen)
- 2004: The West Wing – Im Zentrum der Macht (The West Wing, Fernsehserie, Folge 5x17 Die Hüter des Rechts)
- 2004–2007: Stargate – Kommando SG-1 (Stargate SG-1, Fernsehserie, 7 Folgen)
- 2005: 4400 – Die Rückkehrer (The 4400, Fernsehserie, Folge 2x03 Bis auf die Knochen)
- 2005–2006: E-Ring – Military Minds (E-Ring, Fernsehserie, 4 Folgen)
- 2006: O.C., California (The O.C., Fernsehserie, Folge 3x13 Am Scheideweg)
- 2006–2009: Stargate Atlantis (Stargate: Atlantis, Fernsehserie, 26 Folgen)
- 2007: Cold Case – Kein Opfer ist je vergessen (Cold Case, Fernsehserie, Folge 4x12 Fight Club)
- 2007: The Closer (Fernsehserie, Folge 3x03 Ein Sarg für zwei)
- 2007: CSI: NY (Fernsehserie, Folge 4x06 Nacht der lebenden Toten)
- 2007: Ben 10 – Wettlauf gegen die Zeit (Ben 10: Race Against Time, Fernsehfilm)
- 2008: Smallville (Fernsehserie, Folgen 7x19–7x20)
- 2009: Sensored
- 2009: Chasing The Green
- 2009: Chuck (Fernsehserie, Folge 2x16 Chuck gegen Lethal Weapon)
- 2009: Pushing Daisies (Fernsehserie, Folge 2x12 Wasser und Strom)
- 2009–2010: Castle (Fernsehserie, Folgen 1x10 Todesfall in der Familie, 2x13 Unverhofft)
- 2010: Justified (Fernsehserie, Folge 1x06 Die Sammlung)
- 2010: Monsterwolf (Fernsehfilm)
- 2010: Supernatural (Fernsehserie, Folge 6x09 Kleine grüne Männchen)
- 2010: Mega Shark vs. Crocosaurus
- 2010: Stargate Universe (Fernsehserie, Folge 2x15 Trojanische List)
- 2011: My Superhero Family (Fernsehserie, Folge 1x18 Die Jagd beginnt)
- 2011: Time Machine: Rise of the Morlocks (Morlocks, Fernsehfilm)
- 2011: NTSF:SD:SUV:: (Fernsehserie, Folge 1x11 Die neuen SUVs)
- 2011: Beethovens abenteuerliche Weihnachten (Beethoven’s Christmas Adventure, Spielfilm)
- 2012: Harry’s Law (Fernsehserie, Folge 2x11 Gorilla meiner Träume)
- 2012: Body of Proof (Fernsehserie, Folge 2x14 Kaltes Blut)
- 2012–2013: The Mentalist (Fernsehserie, 3 Folgen)
- 2013: Hawaii Five-0 (Fernsehserie, Folge 3x20 Das Versprechen)
- 2013: Perception (Fernsehserie, Folge 2x02 Unheimliche Beziehung der dritten Art)
- 2014: Bones – Die Knochenjägerin (Bones, Fernsehserie, Folge 9x15 Der Zeh und die Dazugehörige)
- 2014: World of Tomorrow – Die Vernichtung hat begonnen (Age of Tomorrow)
- 2015: Renegades – The Series (vormals Star Trek: Renegades) (Webserie)
- 2016: Hail, Caesar!
- 2016: Lucifer (Fernsehserie, Folge 2x04)
- 2016: Salem (Fernsehserie, Folge 4x03)
- 2017: The Orville (Fernsehserie, Folge 1x10 und 2x03)
- 2017: Grey’s Anatomy (Fernsehserie, Folge 14x06)
- 2019: Dickinson (Fernsehserie)
- 2022: CSI: Vegas (Fernsehserie, Folge 2x07)
- 2022: Mythic Quest (Fernsehserie, Folge 3x07)
- 2022: Gib’s zu, Fletch (Confess, Fletch)